# Teatro Valle
Il Teatro Valle "Franca Valeri" è un teatro di Roma: sito nel rione Sant'Eustachio, ed è il teatro moderno più antico d'Europa.
Tra le opere di maggior rilievo ospitate si ricordano la prima romana del Don Giovanni di Wolfgang Amadeus Mozart (1811) e le prime assolute di diverse opere di Gioachino Rossini (tra esse spicca La Cenerentola, 1817) e di Gaetano Donizetti, oltre che di Sei personaggi in cerca d'autore di Luigi Pirandello (1921).
Inaugurato nel 1727 su progetto dell'architetto Tommaso Morelli, il teatro fu più volte al centro di lavori di manutenzione e ammodernamento, che coinvolsero diversi architetti e artisti. Nel secondo dopoguerra fu preso in gestione dall'Ente teatrale italiano. Dopo la soppressione dell'ente, il 31 maggio 2010, il teatro fu chiuso e poi occupato pacificamente da alcuni attivisti dal 2011 al 2014. Nel 2016 lo stabile è stato trasferito a Roma Capitale, per poi essere parzialmente riaperto nel 2018. Nel 2021 è stato intitolato a Franca Valeri.

## Architettura

Il teatro Valle nella Roma degli anni cinquanta

La realizzazione del teatro, inizialmente pensato per il solo uso privato, fu finanziata dal nobile Camillo Capranica, già proprietario del teatro Capranica sito nell'omonimo palazzo del rione Colonna. Il progetto fu affidato all'architetto Tommaso Morelli ed esso fu inaugurato il 7 gennaio 1727 con la rappresentazione della tragedia Matilde di Simone Falconio Prato. Il teatro, la cui struttura era interamente lignea, si presentava come un classico teatro all'italiana, provvisto di cinque ordini di palchi e un loggione, senza però un foyer effettivo. La programmazione prevedeva l'esecuzione di opere liriche, opere in musica e drammi in prosa. Il nome deriva dal primo direttore del teatro, Domenico Valle, sebbene alcuni sostengano che questa sia in realtà solo una coincidenza, attribuendo l'origine del nome Valle al luogo dove esso sorgeva, detto appunto "alla valle".
Nel tempo si resero necessari lavori di ammodernamento, così nel 1764 e nel 1765 si operarono delle migliorie su progetto degli architetti Giovanni Francesco Fiori e Mauro Fontana. Il continuo bisogno di manutenzione obbligò la famiglia Capranica ad affidare, nel 1791, nuovi lavori di ristrutturazione ai fratelli Francesco e Giandomenico Navona che, tuttavia, mantennero come i loro colleghi la struttura lignea del teatro operando solo con rinforzi interni sullo stabile. La soluzione non convinse gli architetti dello Stato Pontificio, che ordinò la totale ricostruzione del teatro in muratura, per renderlo idoneo alle norme di sicurezza sugli stabili teatrali. 
Nel 1818 i Capranica affidarono quindi la progettazione del nuovo stabile in muratura a Giuseppe Valadier, che optò per una soluzione di largo respiro che prevedeva l'abbattimento di alcuni palazzi adiacenti al teatro (compreso una parte dell'abitazione nobiliare della famiglia Capranica). L'ambizioso progetto fu tuttavia rifiutato e il rifacimento avvenne in forma più modesta, con rinuncia dell'aspetto esterno neoclassicheggiante progettato da Valadier. Per l'erezione della struttura muraria la sala perse un ordine di palchi mentre le dimensioni rimasero pressoché inalterate: gli ordini vennero comunque modulati in linee curve che fornirono eleganza e movimento. Il crollo di una parete del palazzo, che confinava col teatro, implicò il passaggio dei lavori dal Valadier all'architetto Gaspare Salvi, che terminò l'opera nel 1822. 
Nel corso del XIX e del XX secolo il teatro fu oggetto di ulteriori ammodernamenti, che videro coinvolti gli affreschi del soffitto, che venne ridipinto dal pittore Silvio Galimberti, il sipario e il palco reale.

## Storia
Nei primi anni del XIX secolo il teatro, nato ad uso privato, fu aperto al pubblico, ottenendo dallo Stato il privilegio di poter inscenare spettacoli anche al di fuori dei periodi canonici consentiti, ossia quelli del carnevale. 
Giacomo Leopardi visitò il teatro vedendo l'opera Il corsaro di Filippo Celli su libretto di Jacopo Ferretti. Nel suo epistolario fu molto critico verso l'opera ma anche verso l'edificio: "il teatro è per lo più deserto, e ci fa un freddo che ammazza".
Il teatro rimase attivo anche durante il periodo della Repubblica Romana nel 1849 quando molti artisti, tra i quali Tommaso Salvini e Gustavo Modena facenti parte della guardia Nazionale interrompevano le proprie rappresentazioni al suono di tre colpi di cannone. Dal 1855 al 1890 operò, di fianco al teatro, un altro teatrino detto Valletto, che aveva in comune col teatro Valle una parete. Nato come teatro per marionette, era gestito da un burattinaio chiamato Antonio Torrini ma venne successivamente adibito ad altri usi.
Nel febbraio 1859 fu rappresentato il dramma La morte dei fratelli Bandiera, scritto da Vincenzo Bellagambi, avente non solo la funzione di ricordare, come in questo caso, il fallimento della spedizione in Calabria, ma anche quella di soccorrere con un'altissima idealizzazione del martirio, i patrioti impegnati nella Repubblica romana. Nel 1895 Eugenio Checchi scrisse, in poche settimane, la commedia Il piccolo Haydn, "di cui ricorda un allestimento al teatro Valle di Roma della compagnia Bellotto-Bon con Pierina Giagnoni, Pia Marchi, Ermete Novelli, Tebaldo Checchi ed Elena Pieri-Tiozzo".

## Ilcartellone

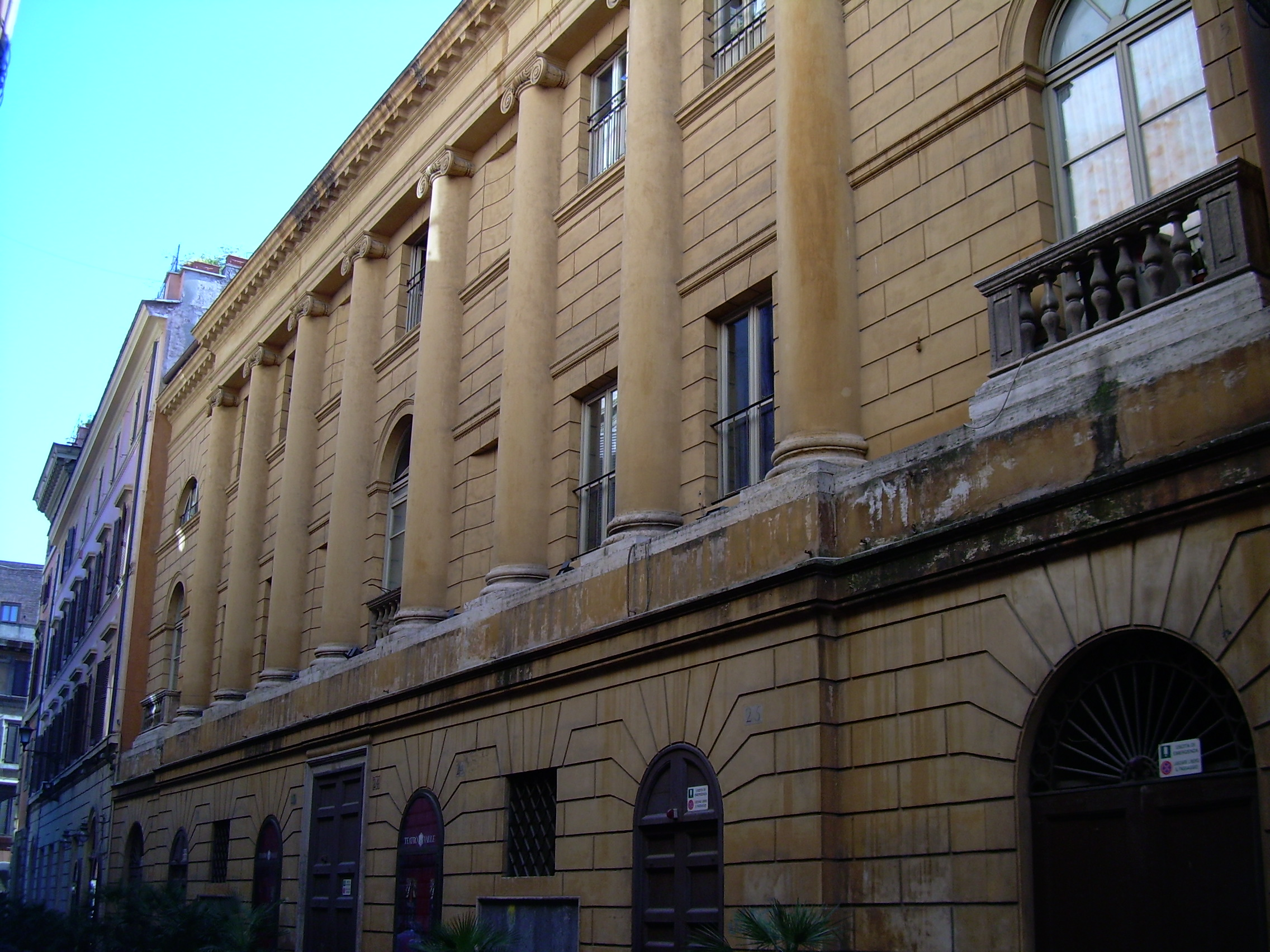
La facciata neoclassica del Valadier, prima del 2016.

### Prime rappresentazioni
- 10 giugno 1811: prima romana di Don Giovanni di Wolfgang Amadeus Mozart;
- 18 maggio 1812: prima assoluta di Demetrio e Polibio di Gioachino Rossini con Ester Mombelli;
- 26 dicembre 1815: prima assoluta di Torvaldo e Dorliska di Rossini con Domenico Donzelli e Filippo Galli;
- 25 gennaio 1817: prima assoluta di La Cenerentola di Rossini;
- 4 febbraio 1824: prima assoluta di L'ajo nell'imbarazzo di Gaetano Donizetti;
- 7 gennaio 1827: prima assoluta di Olivo e Pasquale di Donizetti con Domenico Cosselli, Giuseppe Frezzolini e Giovanni Battista Verger;
- 2 gennaio 1833: prima assoluta di Il furioso all'isola di San Domingo di Donizetti con Giorgio Ronconi e Lorenzo Salvi;
- 9 settembre 1833: prima assoluta di Torquato Tasso di Donizetti con Ronconi ed Antonio Poggi;
- 9 maggio 1921: prima assoluta di Sei personaggi in cerca d'autore di Luigi Pirandello.

### Controversie
All'inizio della stagione 1954-1955 «il cartellone della Compagnia del Nuovo Teatro, finanziata dall'ETI e diretta dal triumvirato De Bosio, Diego Fabbri ed Eugenio Saccenti (quest’ultimo direttore del Teatro Valle di Roma), aveva in programma varie opere originali (alcune di forte impegno politico), come Corte marziale per l'ammutinamento del Caine di Herman Wouk (con il quale fu inaugurata in ottobre la stagione teatrale), Il sacro esperimento di Fritz Hochwälder, Buio a mezzogiorno di Arthur Koestler, Corruzione al Palazzo di Giustizia di Ugo Betti, Non si dorme a Kirkwall di Perrini e Roma di Aldo Palazzeschi". Due di queste, «dopo una vera e propria rissa scoppiata in platea durante la rappresentazione di Buio a mezzogiorno (opera contestata aspramente dal partito comunista)», non andranno in scena al Teatro Valle, ma saranno ritirate per ragioni di opportunità “politica”: Corruzione al Palazzo di Giustizia, «perché poteva sembrare che il dramma alludesse a un increscioso episodio di cronaca giudiziaria accaduto proprio in quel momento», e Non si dorme a Kirkwall, per un intervento diretto della Direzione Generale dello Spettacolo alla Presidenza del Consiglio dei Ministri che “sconsigliava” (pare su suggerimento dello stesso Fabbri) la messa in scena della “farsa spirituale”».
La sera del 6 febbraio 1959 al Teatro Valle di Roma, poi, andò in scena «Romagnola», kermesse in tre parti di Luigi Squarzina avente come temi il fascismo, la guerra, la lotta partigiana e, in mezzo, la storia di una coppia: alla «gazzarra inscenata da alcuni giovinastri fascisti imbecilli, i loro lugubri apparati iettatori portati in giro per i vicoli che circondano il vecchio teatro romano, i lanci di ortaggi e uova marce all'indirizzo degli interpreti, i fischi e gli insulti piovuti dal loggione [rispose] la reazione, civile ma ferma del pubblico, gli applausi calorosi che salutarono alla fine, gli attori alla ribalta».

## Seguiti
Con la definitiva dismissione dell'Ente Teatrale Italiano il teatro Valle sospese l'attività il 19 maggio 2011. Poco meno di un mese dopo, il 14 giugno 2011, un gruppo di lavoratori dello spettacolo, attivisti e liberi cittadini occupò per protesta il teatro affinché lo stabile fosse mantenuto pubblico attraverso un percorso partecipativo popolare. Nei tre anni di autogestione gli occupanti hanno elaborato nuove proposte di gestione dei teatri pubblici e hanno vinto vari premi, cercando anche di prendere legittimo possesso del teatro creando una fondazione apposita. L'occupazione si concluse pacificamente l'11 agosto 2014 con la consegna del teatro a Roma Capitale e circa due anni dopo fu finalizzato il passaggio di proprietà dallo Stato al comune, con la firma di un piano di valorizzazione che ha previsto l'investimento di 3 milioni di euro, equamente ripartiti tra Ministero e Comune, per i lavori di restauro, curati dalla Sovrintendenza capitolina ai beni culturali. Il teatro ha parzialmente riaperto i battenti nell'aprile 2018 venendo assegnato all'associazione Teatro di Roma, anche se non per ospitare spettacoli ma altre attività di tipo culturale. Nel periodo della pandemia di COVID-19 gli ambienti teatrali sono stati adibiti a studio di registrazione e in generale a luogo aperto alle compagnie di attori.
Il 13 settembre 2021 il teatro è stato intitolato all'attrice Franca Valeri, deceduta a Roma l'anno prima, ed è stato annunciato che i lavori dovrebbero concludersi nel 2026.